# Église Saint-Barthélémy de Cieutat
L'église Saint-Barthélémy de Cieutat  est une église située dans la commune de Cieutat , Hautes-Pyrénées en France.

## Localisation

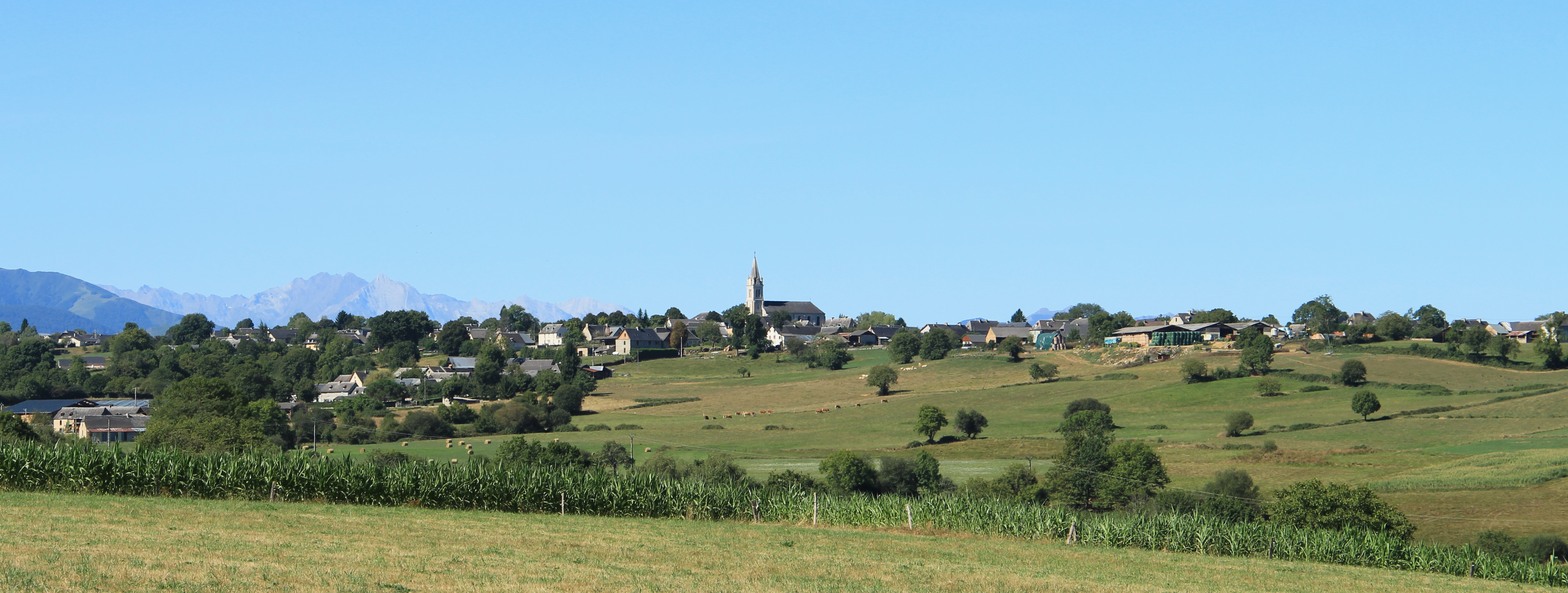
Le clocher de l'église très visible de loin.

L'église, avec son immense clocher blanc visible de très loin, est située au centre du bourg.

## Historique
L'église Saint-Barthélémy a été construite à l'emplacement de l'ancienne église dont il existe peu de renseignements. En août 1847, le conseil municipal constate l'état déplorable du clocher qui menace de s'écrouler. Des travaux de réparation sont effectués dans les années suivantes . Mais l'édifice continue de se dégrader et il est décidé de le raser et de construire une nouvelle église qui sera consacrée en 1889 .

## Description
L'église est en pierre calcaire ocre jaune clair.
Le clocher-porche, soutenu par deux contre-forts en façade, culmine à 42 mètres de hauteur.

Au sommet, il est orné de quatre tourelles d'angle, entre lesquelles sont disposés les cadrans d'horloge.
En 1989 pour le centenaire de la consécration de l’église, un bas-relief a été mis en place au-dessus du porche. 
Au-dessus du porche d’entrée, un bas-relief a été installé en 1989 pour le centenaire de la consécration de l’église. Ce tympan représente Notre-Dame de Roumé . De chaque côté, sont représentés les apôtres. Assis au premier plan, à la gauche de la vierge, Saint-Barthélémy présente un épi de maïs, symbole de l’unité paroissiale de Cieutat.

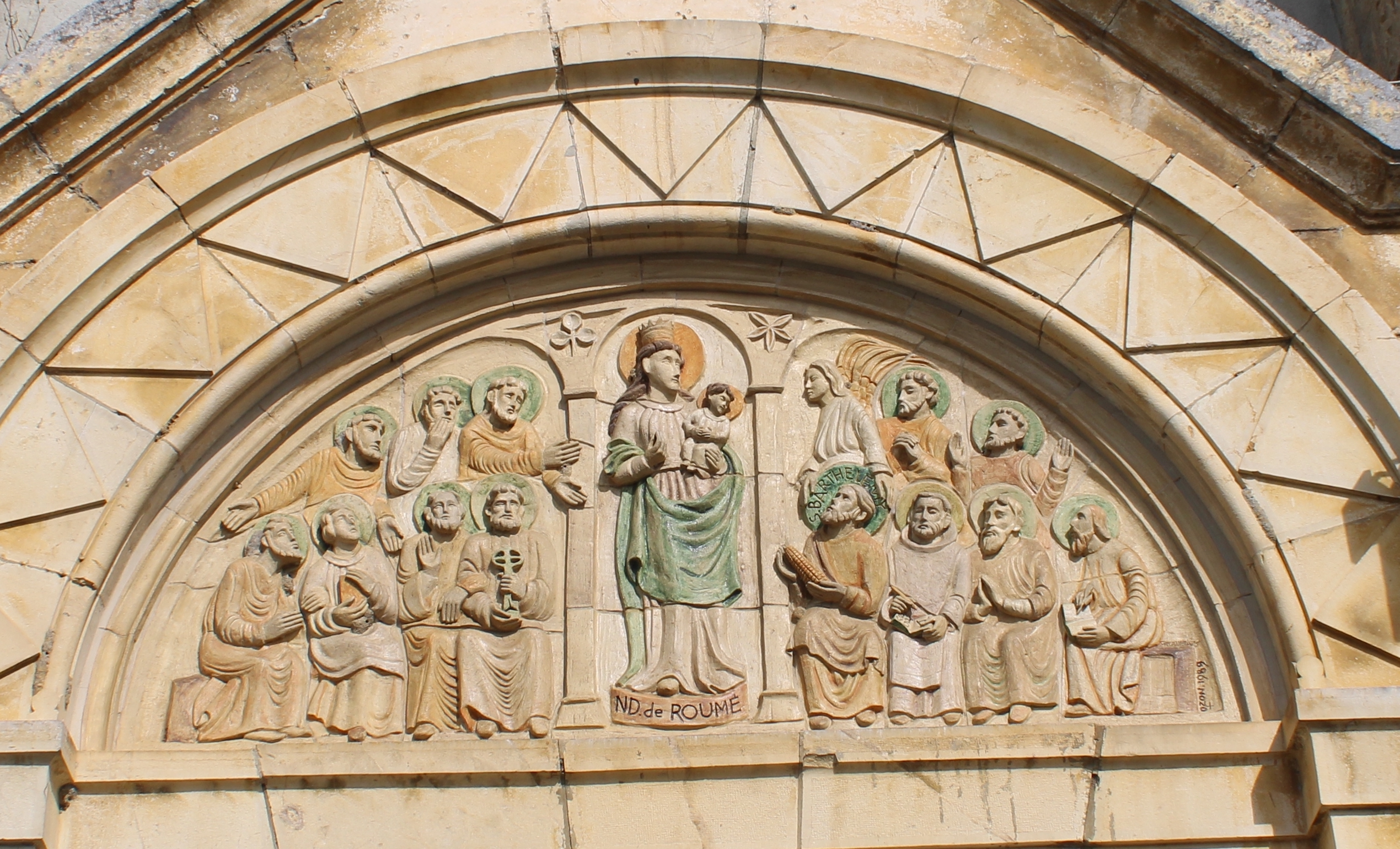
Le tympan installé en 1989 pour marquer le centenaire de l'église.

### Galerie

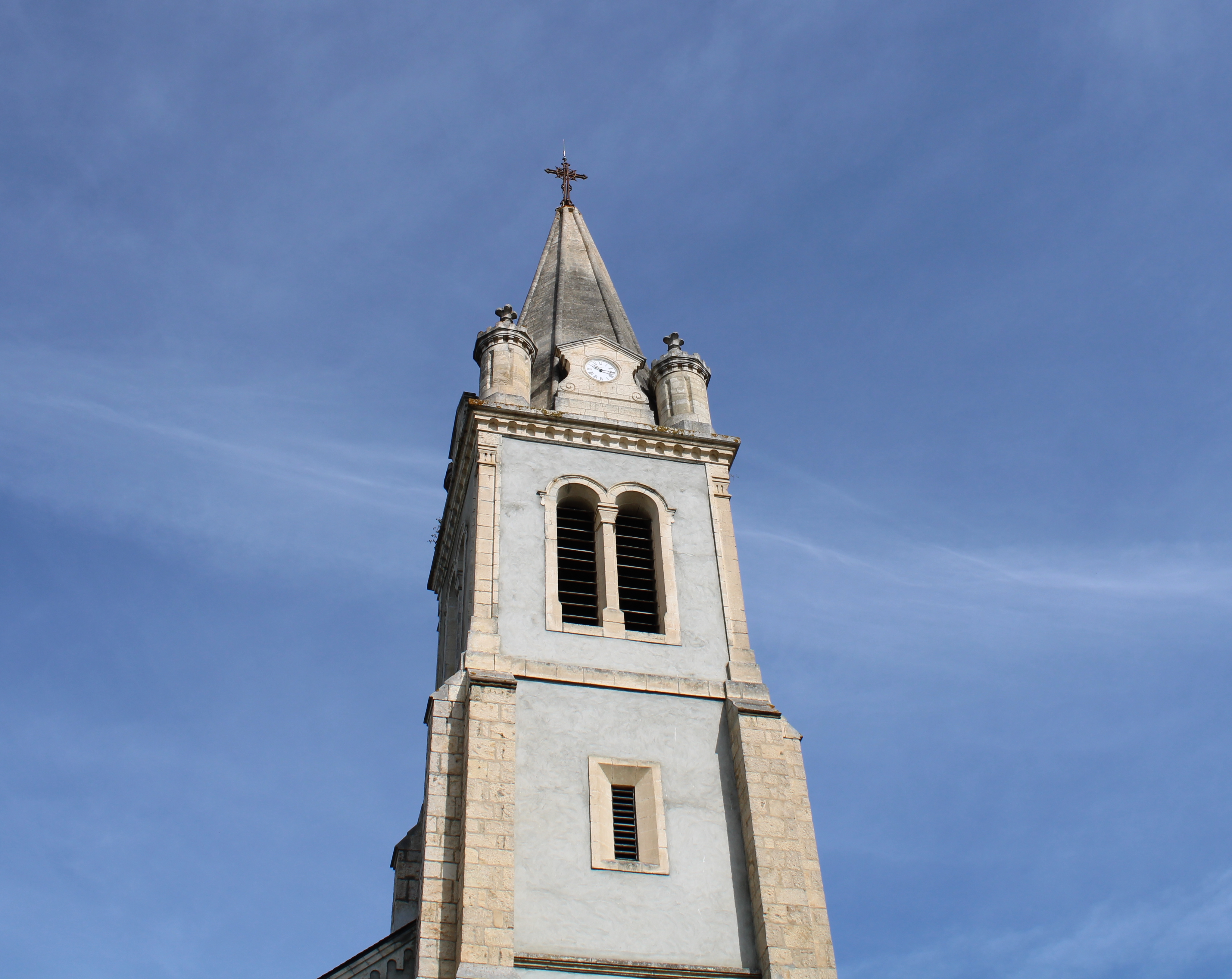
Vue du clocher.
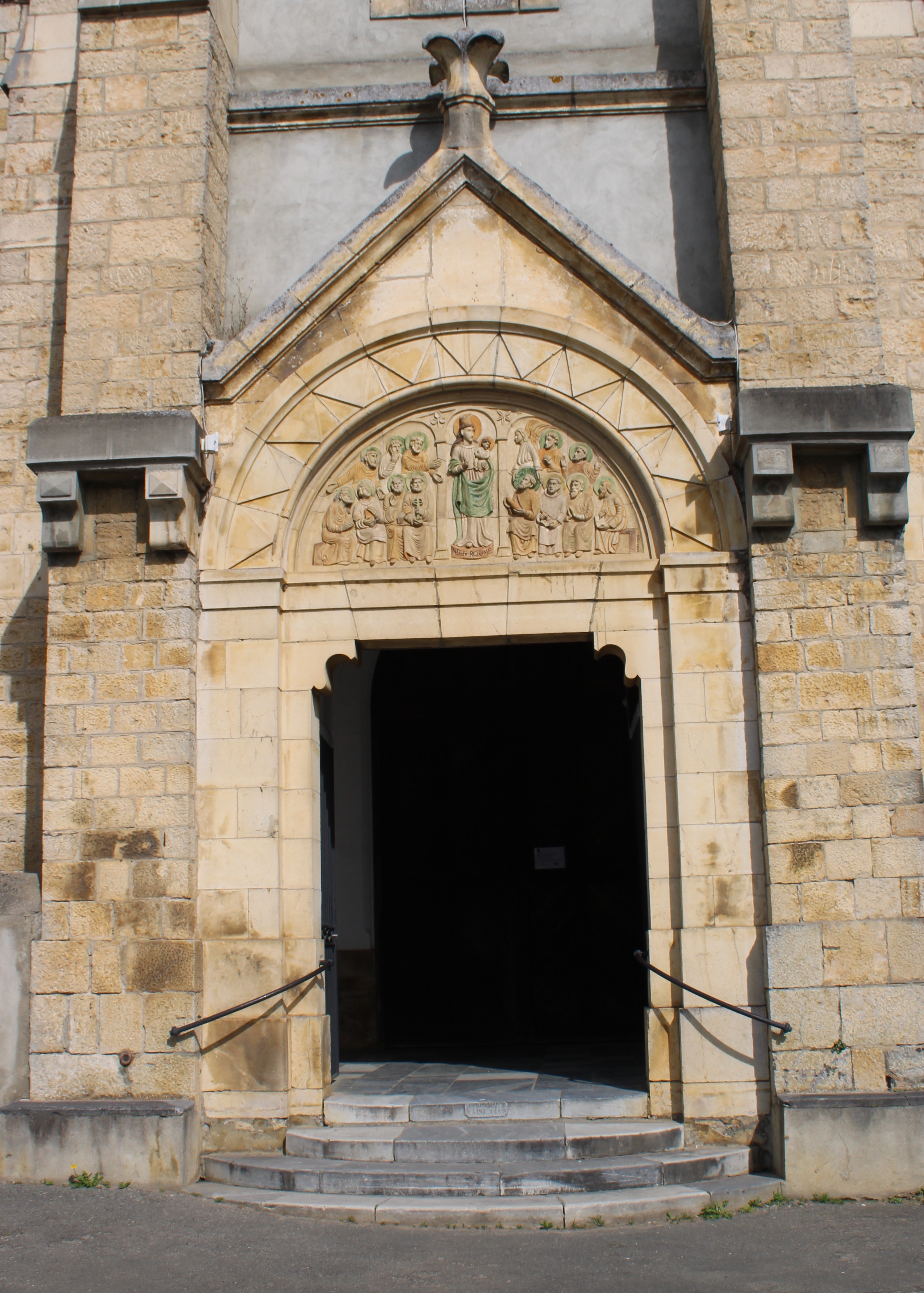
Le portail.
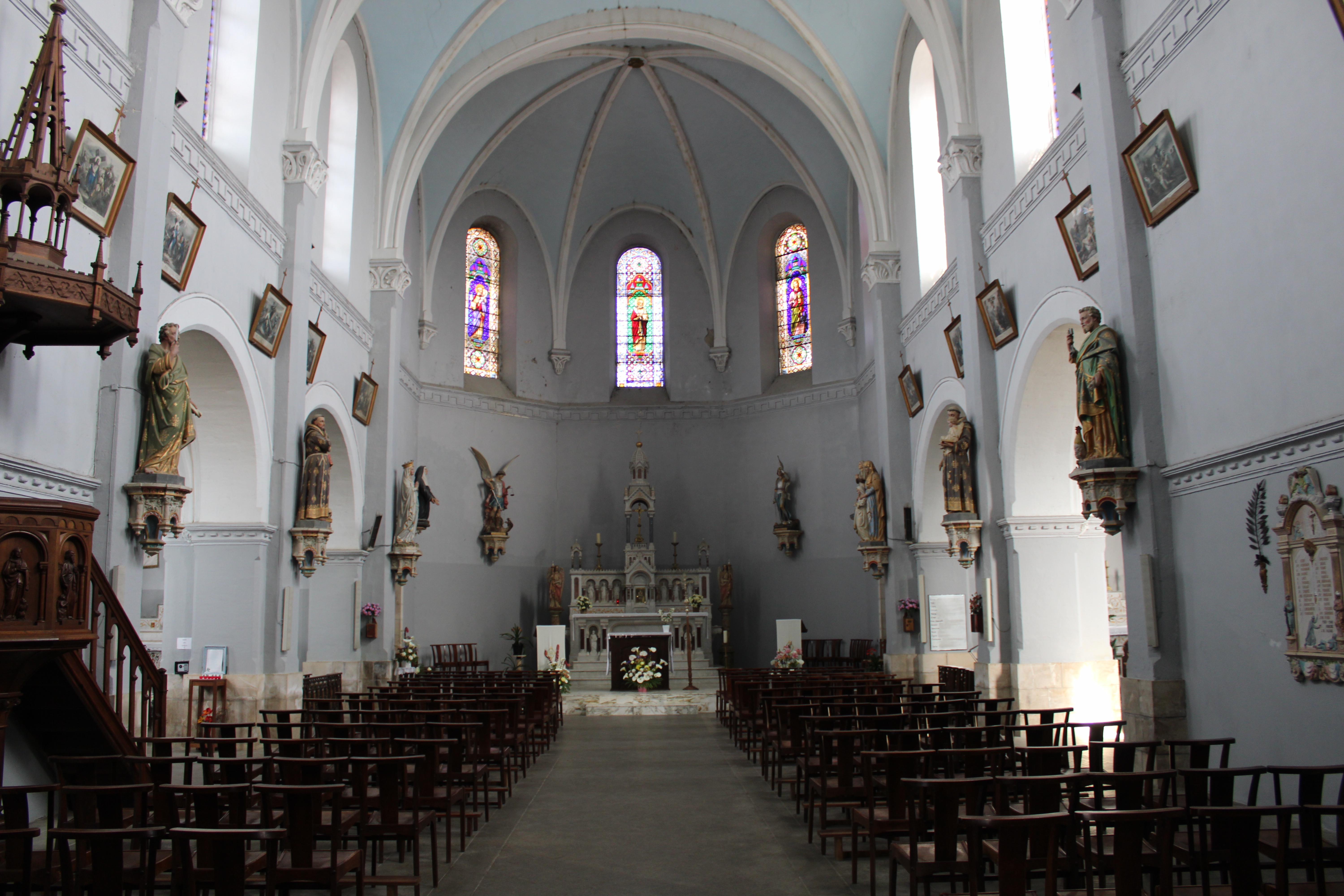
La nef.
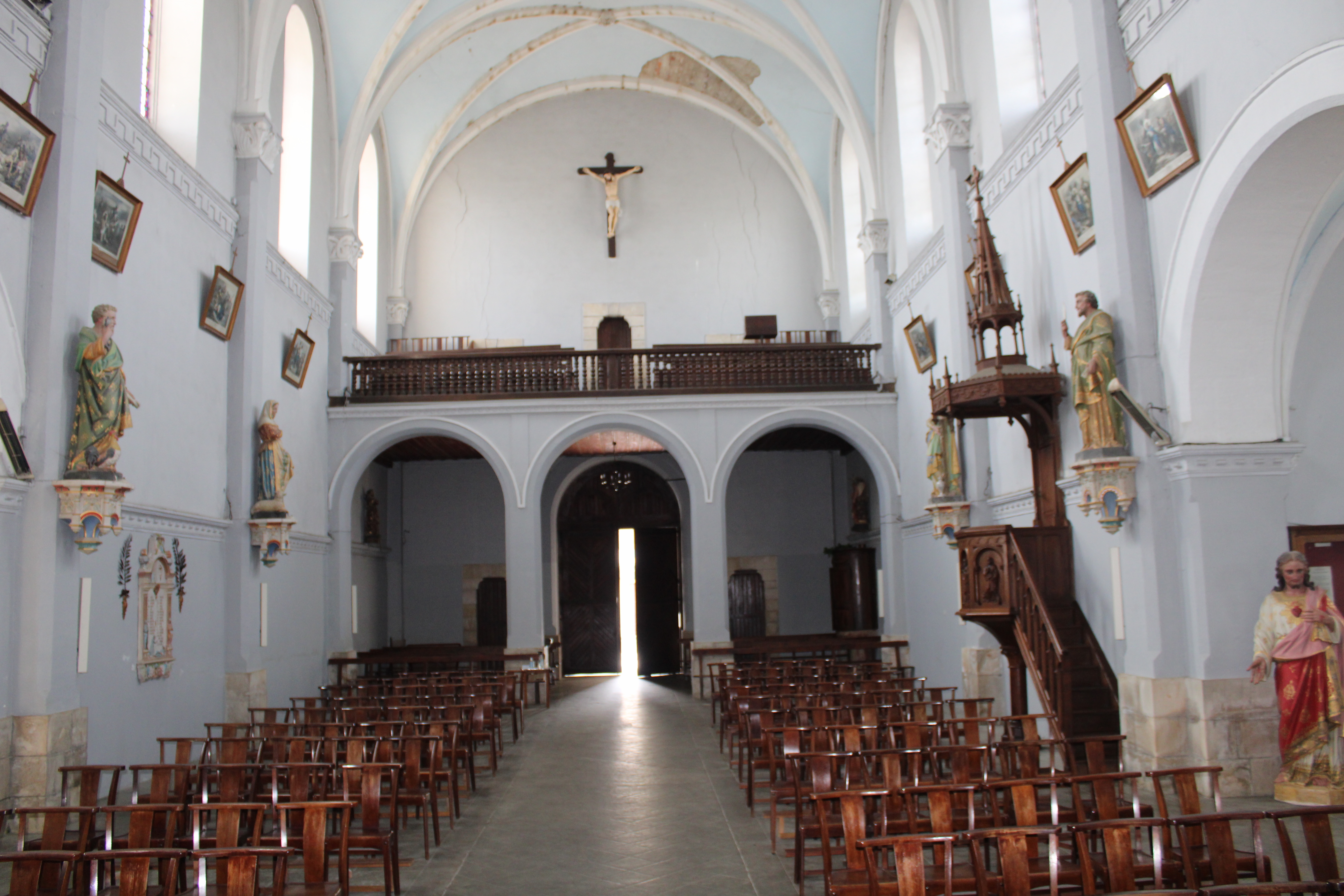
La nef côté portail.
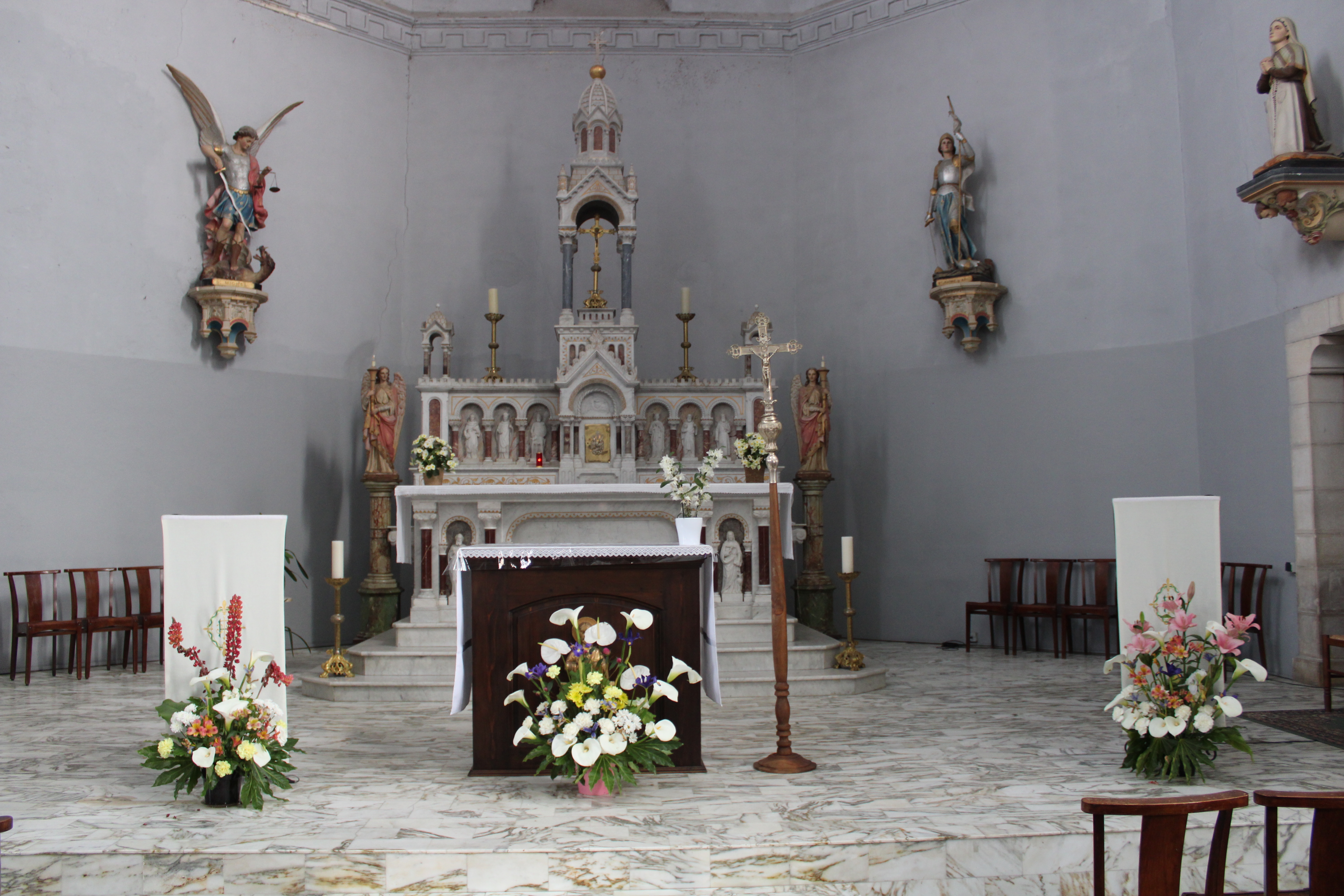
Le chœur.
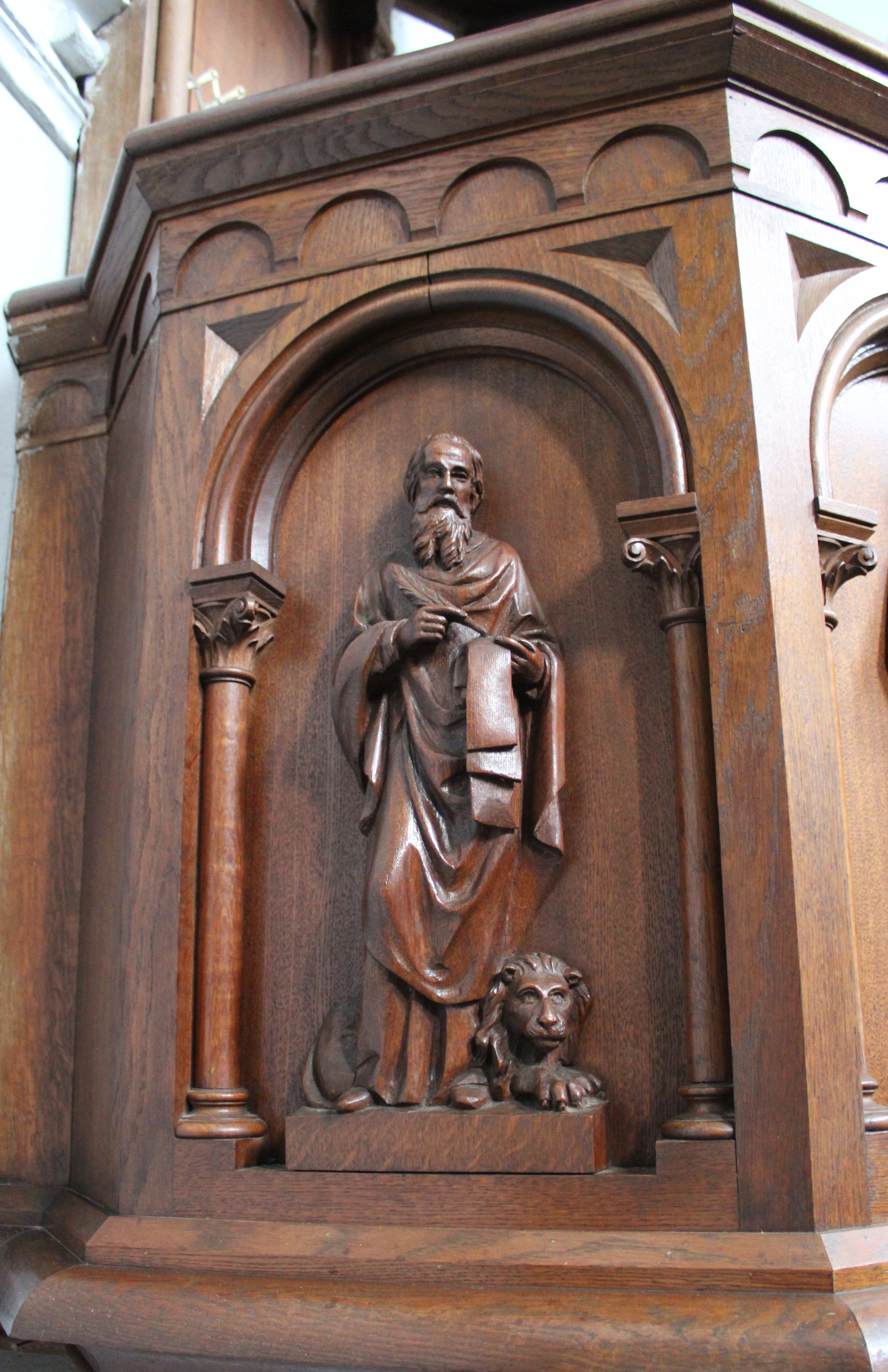
Détail des sculptures de la chaire.
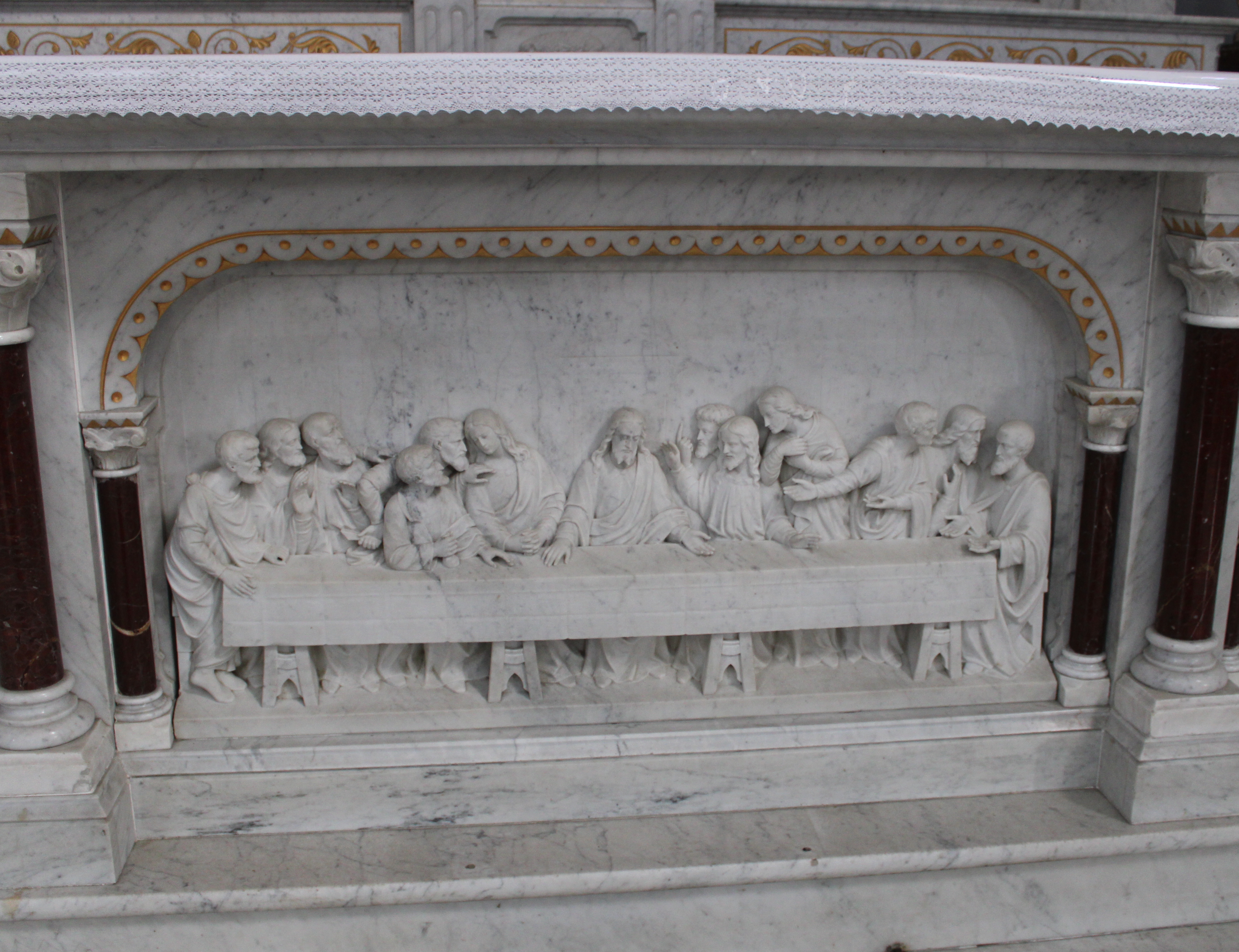
La cène en marbre blanc.
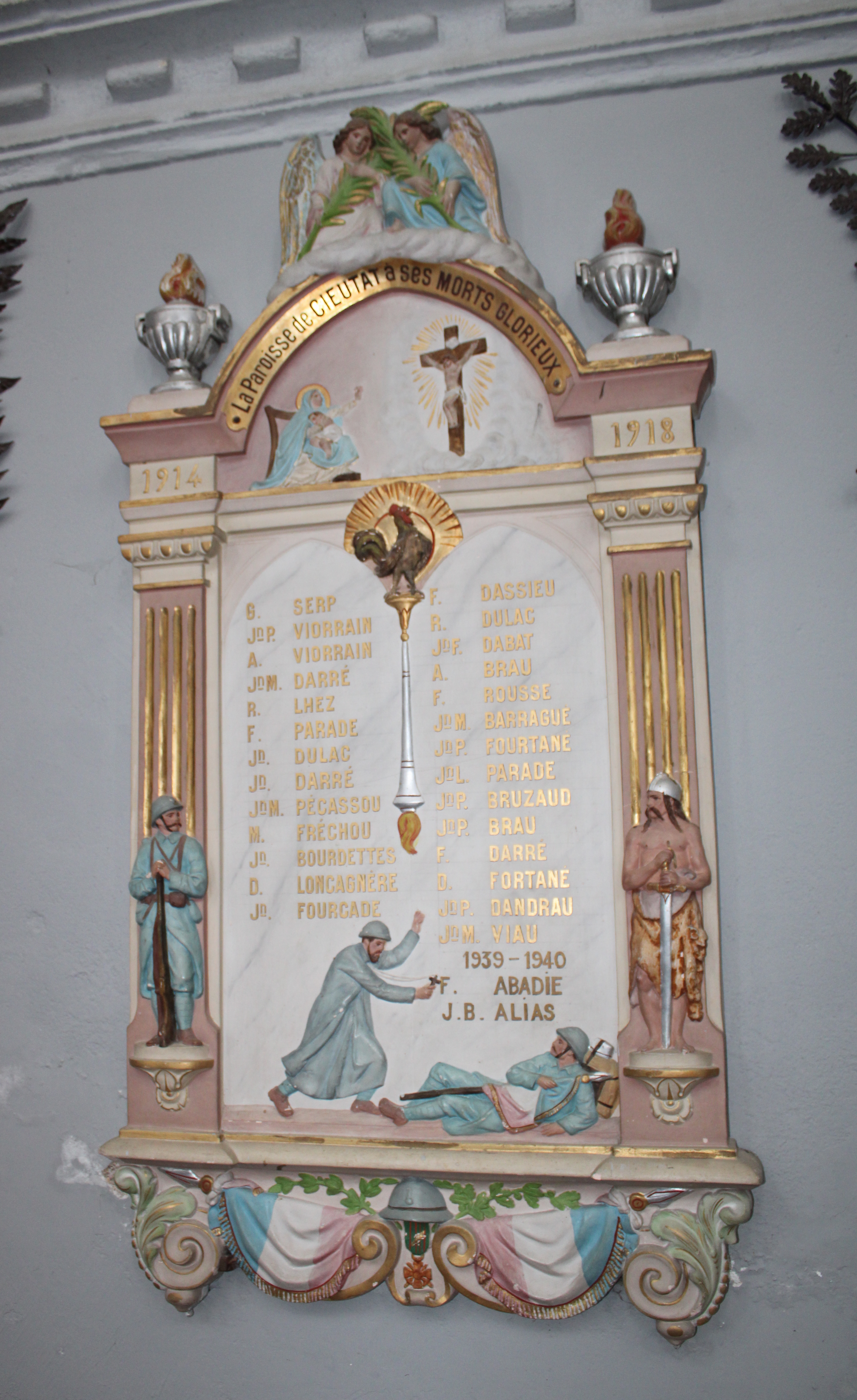
Plaque hommage 14-18.